# Eric Stoltz
Eric Cameron Stoltz (Whittier, California, 30 de septiembre de 1961) es un actor estadounidense. Es conocido por interpretar inadaptados sociales (Mask, Some Kind of Wonderful, The Waterdance) y criminales psicópatas (Killing Zoe). Fue nominado al Globo de Oro como mejor actor de reparto por su papel en Mask.

## Primeros años
Stoltz nació en Whittier, California, hijo de Evelyn B. (Vawter), violinista y maestra escolar fallecida en 1994, y Jack Stoltz, profesor de escuela primaria. Tiene dos hermanas mayores, Catherine Stoltz (1954) y Susan R. Stoltz (1957). Se crio en Samoa Americana y en Santa Bárbara, California, donde de niño ganaba dinero tocando el piano en obras musicales locales. Asistió a la Universidad del Sur de California, pero abandonó en su penúltimo año.

## Carrera
En 1979 Stoltz se unió a una compañía de teatro que realizó diez obras en el Festival de Edimburgo, Escocia. En 1981 regresó a Estados Unidos y estudió con Stella Adler y Peggy Feury en Nueva York, y poco después apareció en su primera película, Fast Times at Ridgemont High (1982). Originalmente iba a interpretar a Marty McFly en Back to the Future (1985), fue remplazado después de cinco semanas de rodaje, cuando Michael J. Fox (la primera opción del director para el papel) accedió a dividir el tiempo entre la película y la serie en la que trabajaba, Family Ties. El director, Robert Zemeckis, declaró que a pesar de que Stoltz tenía una actuación admirable, le faltaba el toque de humor que Zemeckis estaba buscando. Parte del montaje original (tomas en las que Stoltz no aparece, pero estaba en el set) fueron utilizadas en la versión definitiva de la película.
Durante la década de 1980 generó interés (y fue nominado al Globo de Oro) por interpretar a Rocky Dennis en Mask (1985) y Keith Nelson en Some Kind of Wonderful (1987), de John Hughes.
Durante los años 90, alternó una y otra vez producciones teatrales, televisión y cine, conformando un ecléctico currículum que incluía tanto películas de estudio como Pulp Fiction (1994) como películas independientes como The Waterdance (1992), ganadora en el Festival de Cine de Sundance. También fue asistente de producción en Say Anything... y Solteros (ambas de Cameron Crowe), y fue productor de Bodies, Rest & Motion (1993), Sleep with Me (1994) y Mr. Jealousy (1997). Además continuó actuando en teatros de Nueva York, en obras de Broadway (Three Sisters, Two Shakespearean Actors, Arms and the Man) y off-Broadway (La importancia de llamarse Ernesto, El zoo de cristal, Sly Fox y Our Town; por la última, fue nominado al Premio Tony).
En televisión, tuvo un papel recurrente como el exnovio del personaje de Helen Hunt en Mad About You (en cinco capítulos, 1994-1998), y además trabajó un año en Chicago Hope (1994) e hizo algunas películas para televisión y cable como Inside (1996) (dirigida por Arthur Penn) y The Passion of Ayn Rand (1999) (con Helen Mirren).
Al principio de los años 2000, protagonizó la casa de la alegría, junto a Gillian Anderson, basada en la novela homónima de Edith Wharton. Desde 2001 a 2002 hizo el papel del maestro y poeta inglés August Dimitri en la serie Once and Again, de ABC, donde el personaje de Julia Whelan se enamora de él. También dirigió un capítulo de dicha serie.
En 2003, tuvo su primer papel como protagonista en televisión, en la serie Out of Order, que sería cancelada tras cinco capítulos. En 2004 interpretó a un pederasta en El efecto mariposa; al año siguiente apareció como estrella invitada en la sitcom Will & Grace, interpretando al amante de Debra Messing. Además trabajó en tres capítulos de Grey's Anatomy, donde interpretó a un asesino en serie; dirigió dos capítulos de la misma serie.
Fue nominado al Premio Emmy por su trabajo como director en My Horrible Year! (2001). También dirigió un cortometraje titulado The Bulls y el capítulo mejor valorado de Law & Order (2005), titulado "Tombstone".

## Vida privada

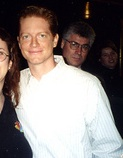
Eric Stoltz

Stoltz es miembro del Actors Studio. Vivió con la actriz Ally Sheedy (a quien conoció en la universidad) hasta el año 1983. Luego salió con la actriz Jennifer Jason Leigh desde 1985 a 1989, y con Bridget Fonda de 1990 a 1998.
El director Cameron Crowe y Stoltz se hicieron amigos en el set de Fast Times at Ridgemont High y Crowe le prometió papeles en sus películas. Aunque no pudo trabajar en Casi famosos, su nombre aparece brevemente en una cartelera.
Stoltz contrajo matrimonio con la cantante Bernadette Moley en 2005 después de salir juntos durante un año, y son padres de una niña llamada Catalina Stoltz, nacida en 2007.

## Filmografía

### Cine
- Her Smell (2018)[8]
- Fort McCoy (2011)
- The Grand Design  (2007)
- The Lather Effect  (2006)
- The Honeymooners  (2005)
- Hello  (2005)
- Childstar  (2004)
- El efecto mariposa  (2004)
- When Zachary Beaver Came to Town (2003)
- Happy Hour (2003)
- The Rules of Attraction (2002)
- Harvard Man (2001)
- Things Behind the Sun (2001)
- It's a Shame About Ray (2000)
- Jesus & Hutch (2000)
- Common Ground (2000)
- The House of Mirth (2000)
- The Simian Line (2000)
- The Passion of Ayn Rand (1999)
- Hi-Life (1998)
- Highball (1997)
- The Rocking Horse Winner (1997)
- Mr. Jealousy (1997)
- Anaconda (1997)
- Keys to Tulsa (1997)
- Jerry Maguire (1996)
- 2 Days in the Valley (1996)
- Grace of My Heart (1996)
- Kicking and Screaming (1995)
- The Prophecy (1995)
- Fluke (1995)
- Rob Roy (1995)
- Little Women (versión de 1994)
- Pulp Fiction (1994)
- Sleep with Me (1994)
- Killing Zoe (1994)
- Naked in New York (1993)
- Bodies, Rest & Motion (1993)
- Singles (1992)
- The Waterdance (1992)
- Money (1991)
- Memphis Belle (1990)
- Say Anything... (1989)
- The Fly II (1989)
- Haunted Summer (1988)
- Manifesto (1988)
- Lionheart (1987)
- Sister, Sister (1987)
- Some Kind of Wonderful (1987)
- Code Name: Emerald (1985)
- Back to the Future (1985) - Fue sustituido por Michael J. Fox.
- The New Kids (1985)
- Mask (1985)
- Running Hot (1984)
- Surf II (1984)
- The Wild Life (1984)
- Fast Times at Ridgemont High (1982)

### Televisión
- St. Elsewhere
- Frasier
- Mad About You
- Partners
- Hercules
- Chicago Hope
- Fuera de control
- Once and Again
- Law & Order
- Out of Order
- The Triangle
- Will & Grace
- Medium
- Close to Home
- Grey's Anatomy
- Caprica, Daniel Graystone (2010)